# Dilham Castle

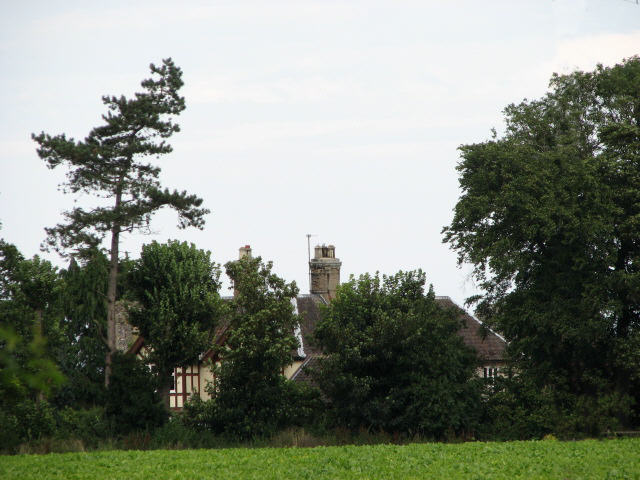
Dilham Castle (links) zwischen den anderen Gebäuden der Hall Farm

Dilham Castle, auch Dilham Hall, ist die Ruine eines befestigten Herrenhauses im Dorf Dilham in der englischen Grafschaft Norfolk.

## Details
Dilham Castle ließ Sir Henry Inglose vermutlich um dieselbe Zeit bauen wie Caister Castle, also in den 1140er-Jahren. Inglose hatte unter König Heinrich V. in Frankreich gedient und war ein Schützling von Sir John Falstof, der später Ritter des Hosenbandordens wurde. Inglose heiratete Anne de Gyney, Mitglied der prominenten Familie Dilham. Die Burg war eigentlich befestigtes Herrenhaus und hatte ursprünglich vermutlich zwei fünfeckige Türme, die ein Torhaus bildeten, und eine Außenmauer aus Feuerstein und Ziegeln.
1904 waren nur noch einer der beiden Türme und ein Teil der Mauer erhalten. Der verbleibende Turm war mit modernen Ziegeln und Mörtel restauriert worden. Heute liegen die Überreste auf dem Gelände der Hall Farm. English Heritage hat sie als historische Gebäude II. Grades gelistet und sie gelten als Scheduled Monument. 2009 stufte English Heritage wegen durch Vegetation verursachter Schäden den Zustand des Denkmals als schlecht ein.